# 王廷绣
王廷绣，浙江黄岩人，明朝政治人物。
岁贡出身。万历十七年，接替傅本智任福建永安县知县，后由苏民望接任。